# Kaplica św. Marcina w Chełmnie
Kaplica świętego Marcina w Chełmnie – rzymskokatolicki kościół filialny należący do parafii Wniebowzięcia Najświętszej Maryi Panny w Chełmnie (dekanat Chełmno diecezji toruńskiej).
Jest to najmniejszy z sześciu, zachowanych gotyckich kościołów w Chełmnie. Ze względu na swe wymiary (13,5 x 9,6 m) bywa również nazywany kaplicą. Od samego początku pełnił rolę kościoła pomocniczego w stosunku do świątyni parafialnej. Pierwotnie prawdopodobnie przeznaczony był dla duszpasterstwa polskojęzycznego, aby później, w XVII i XVIII wieku, pełnić rolę duszpasterską dla katolickiej ludności niemieckojęzycznej zamieszkującej na terenie parafii. Był otoczony cmentarzem, na którym byli grzebani ubożsi mieszkańcy Chełmna. Około połowy XVII wieku świątynia była remontowana na polecenie biskupa Andrzeja Leszczyńskiego, o czym świadczy zachowany do dziś fragment chorągiewki na szczycie zachodnim. W tym samym czasie odnotowano, że w świątyni znajdowały się dwa ołtarze: główny św. Marcina i boczny św. Pawła, zaś na małym chórze był umieszczony mały, przenośny pozytyw organowy. W XIX wieku w świątyni były organizowane spotkania towarzystw i bractw kościelnych. Kościół był remontowany w 1938 roku, ale nie doczekał się pełnej rewitalizacji. Po zakończeniu II wojny światowej świątynia była używana do spotkań kół różańcowych, jako sala, w której były wystawiane misteria religijne oraz sala katechetyczna, następnie w latach 90. XX wieku zostały umieszczone w niej wycofane z kultu dzieła sztuki sakralnej. Wprawdzie pod koniec lat 60. XX wieku podjęto szerzej zakrojone prace remontowe, podczas których odtworzono m.in. gotycki portal zachodni, ale równocześnie urokliwa sylwetka kaplicy została zeszpecona przez wybudowanie pawilonu biblioteki szkolnej. Pod boisko szkolne został również zajęty teren dawnego przykościelnego cmentarza.
Jest to budowla salowa, nakryta drewnianym, płaskim stropem. Ze względu na trwające od 2006 roku prace remontowe świątynia jest pozbawiona wyposażenia i nie jest używana dla celów sakralnych.